# 아르메니아 소비에트 사회주의 공화국의 국장

아르메니아 소비에트 사회주의 공화국의 국장

아르메니아 소비에트 사회주의 공화국의 국장은 1937년에 제정되어 1992년까지 사용되었다.
국장 가운데에는 아라라트산이 그려져 있으며, 산 아래쪽에는 포도가, 산 양쪽에는 밀 이삭이 그려져 있다. 산 위쪽에는 빨간색 별이 그려져 있으며, 빨간색 별 앞쪽에는 노란색 낫과 망치가 그려져 있다.
국장 바깥쪽 상단에는 "아르메니아 소비에트 사회주의 공화국"("Հայկական Սովետական Սոցիալիստական Հանրապետություն")이라는 국명이 아르메니아어로 쓰여져 있으며, 바깥쪽 하단에는 소련의 나라 표어인 "만국의 노동자여, 단결하라!"라는 문구가 쓰여져 있는데, 위쪽에는 아르메니아어("Պրոլետարներ բոլոր երկրների, միացե'ք")로, 아래쪽에는 러시아어("Пролетарии всех стран, соединяйтесь!")로 쓰여져 있다.
이 국장에 튀르키예의 영토에 속하는 아라라트산이 그려진 까닭에 튀르키예의 항의가 있었지만, 크레믈린은 "튀르키예의 국기에 초승달이 그려져 있다고 해서 달에 대한 영토권을 주장하는 것은 아니잖는가?"고 되받아쳤다.

아르메니아 소비에트 사회주의 공화국의 국장 (1922년-1937년)

## 같이 보기
- 소련의 국장
- 아르메니아의 국장